# Io (księżyc)
Io (Jowisz I) – trzeci co do wielkości księżyc Jowisza, z grupy księżyców galileuszowych, czwarty co do wielkości w Układzie Słonecznym. Charakteryzuje się niezwykle silną aktywnością wulkaniczną. Jest to wynik silnych deformacji pływowych.
Wszystkie księżyce galileuszowe można bez trudu dostrzec przez zwyczajną lornetkę. W bezchmurne noce osoby z bardzo ostrym wzrokiem są w stanie zobaczyć je nieuzbrojonym okiem (księżyce galileuszowe mają jasność poniżej 6 magnitudo, wartości stanowiącej możliwość graniczną obserwacji ciał niebieskich dla ludzkiego oka).

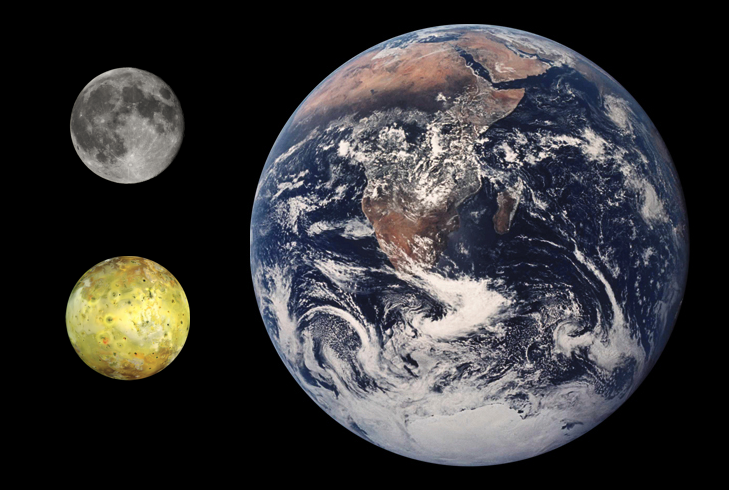
Io, Ziemia i Księżyc w tej samej skali

## Odkrycie
Odkrycie Io przypisywane jest zwyczajowo Galileuszowi, który 7 stycznia 1610 roku na Uniwersytecie w Padwie skierował na Jowisza skonstruowaną przez siebie, powiększającą 20-krotnie lunetę i dostrzegł w pobliżu tej planety trzy „gwiazdy”, ułożone wraz z Jowiszem w linii prostej, równoległej do ekliptyki. W rzeczywistości, oglądał wtedy wszystkie cztery największe satelity (nazwane później „galileuszowymi”), jednak Io i Europa były wtedy widoczne bardzo blisko siebie i wydały się jednym punktem. Kolejnej nocy zaskoczony Galileusz stwierdził, że towarzyszące planecie „gwiazdy” zmieniły położenie – podczas gdy poprzednio jedna z nich (Ganimedes) znajdowała się na zachód od Jowisza, a dwie pozostałe (Io z Europą i Kallisto) na wschód, tym razem wszystkie trzy świeciły po jego zachodniej stronie (były to Io, Europa i Ganimedes, położonej zaś dość daleko na wschód od Jowisza Kallisto astronom nie zanotował). 13 stycznia 1610 zauważył po raz pierwszy, że z Jowiszem związane są cztery, nie trzy ciała, a czterogodzinne obserwacje w nocy 15 stycznia 1610 umożliwiły mu stwierdzenie, że obiekty te orbitują wokół planety, podobnie jak planety krążą wokół Słońca. Swoje odkrycia opublikował w marcu 1610 roku w dziele Sidereus Nuncius.
W 1614 roku ukazało się dzieło niemieckiego astronoma Simona Mariusa Mundus Jovialis, w którym twierdził on, że obserwował cztery księżyce Jowisza począwszy od listopada 1609 roku, a więc na miesiąc przed obserwacjami Galileusza – sam Galileusz określał to dzieło jako plagiat. Pierwsza zanotowana przez Mariusa pozycja satelitów dotyczy jednak daty 29 grudnia 1609 kalendarza juliańskiego, co odpowiada dacie 8 stycznia 1610 według kalendarza gregoriańskiego. Galileusz używał kalendarza gregoriańskiego.

## Nazwa
Nazwa księżyca, zaproponowana przez Mariusa, przyjęła się dopiero w połowie XIX wieku. Pochodzi ona z mitologii greckiej. Io była kochanką Zeusa, w mitologii rzymskiej nazywanego Jowiszem. Zanim ta nazwa została powszechnie zaakceptowana, w literaturze astronomicznej używano oznaczenia „Jowisz I”.
Elementy ukształtowania powierzchni Io noszą imiona postaci i nazwy miejsc związanych z mitem o Io, bóstw ognia, wulkanów, słońca i piorunów z różnych mitologii, a także postaci i miejsc z Boskiej komedii Dantego Alighieriego. Międzynarodowa Unia Astronomiczna zatwierdziła nazwy 224 utworów powierzchniowych na Io (2012).

## Orbita i ruch obrotowy
Io krąży w odległości średnio 421 800 km od środka Jowisza i 350 300 km od jego chmur. Jest to najbardziej wewnętrzny księżyc galileuszowy. Jego orbita znajduje się pomiędzy orbitami Tebe i Europy. Pełny obieg zajmuje blisko 42,5 godziny. Ruch orbitalny jest więc na tyle szybki, że można go wyraźnie zaobserwować w trakcie pojedynczej nocy. Io pozostaje w rezonansie orbitalnym 2:1 z Europą i 4:1 z Ganimedesem. Na dwa obiegi Io przypada dokładnie jeden obieg Europy (uwzględniając precesję perycentrum orbity), a na cztery obiegi Io – jeden obieg Ganimedesa. Rezonans powoduje zwiększenie mimośrodu orbit wszystkich trzech księżyców. Bez tego oddziaływania, siły pływowe doprowadziłyby do szybkiej cyrkularyzacji orbit. Wymuszona przez rezonans ekscentryczność orbity umożliwia grzanie pływowe.
Podobnie jak inne księżyce galileuszowe oraz ziemski Księżyc, Io obraca się synchronicznie, zwracając się cały czas jedną półkulą w stronę Jowisza. Linia łącząca bieguny i środek tej półkuli definiuje jej południk zerowy.

## Budowa wewnętrzna

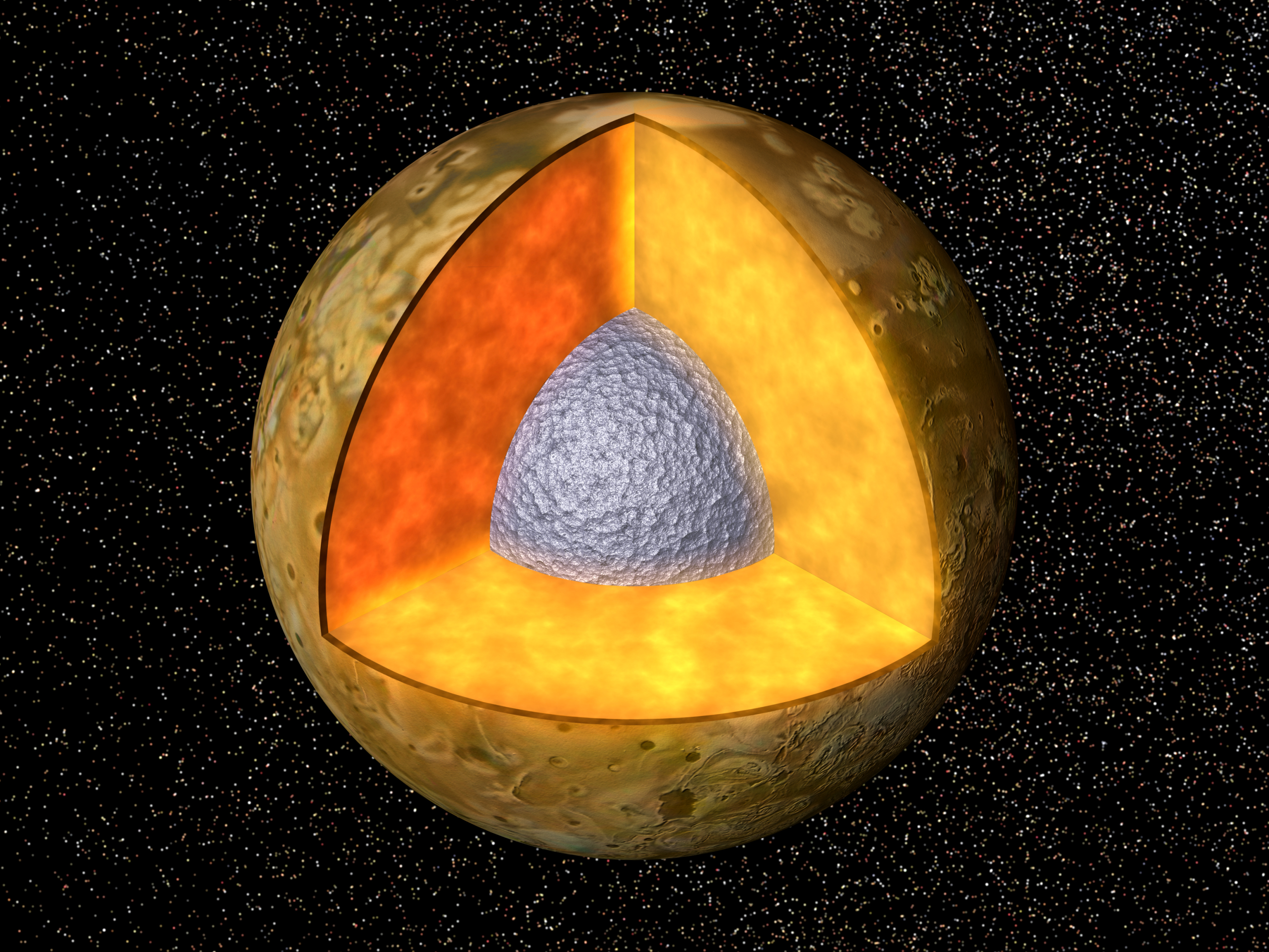
Prawdopodobna budowa wewnętrzna Io

Średnica Io liczy 3642,6 km, jest ona zatem jednym z największych księżyców Układu Słonecznego. Ma również stosunkowo wysoką średnią gęstość – 3,528 g/cm³. Składa się głównie z krzemianów (podobnie jak wewnętrzne planety skaliste), czym różni się od skalno-lodowych księżyców z rubieży układu.
Z danych przekazanych przez sondę Galileo można wywnioskować, że Io posiada zróżnicowaną strukturę wewnętrzną. W środku znajduje się znacznych rozmiarów metaliczne jądro. W zależności od założonej zawartości siarki, obliczenia wskazują, że jądro stanowi od 10 do 20% masy księżyca. Jeśli składa się ono z czystego żelaza, jest mniejsze, o promieniu około 650 km. Jeżeli zaś złożone jest z eutektycznej mieszaniny żelaza i siarczku żelaza, może mieć promień nawet 950 km. Magnetometr sondy Galileo nie wykrył wewnętrznego pola magnetycznego Io, co sugeruje, że w jądrze nie występują prądy konwekcyjne.
Ponad jądrem rozciąga się stosunkowo gruby, częściowo stopiony płaszcz z krzemianów i zewnętrzna skorupa. Modele budowy wewnętrznej Io przewidują, że płaszcz bogaty jest w zawierający magnez minerał forsteryt i ma ogólny skład chemiczny zbliżony do chondrytów L i LL, z większą zawartością żelaza w stosunku do krzemu niż Ziemia i Księżyc, lecz mniejszą niż Mars. Zaobserwowana emisja ciepła wskazuje, że co najmniej 10–20% płaszcza Io jest stopione, a frakcja ta może być większa w miejscach charakteryzujących się wysokotemperaturowym wulkanizmem. Dokładna analiza danych z magnetometru sondy Galileo wykazała istnienie słabego, indukowanego pola magnetycznego, do którego powstania niezbędne jest istnienie globalnego oceanu magmy. Obliczenia wskazują, że znajduje się on około 50 km pod powierzchnią, a jego temperatura może dochodzić do 1450 °C.
Litosfera Io, złożona z bazaltów i siarki odkładanych przez powszechny wulkanizm, ma grubość przynajmniej 12 km, lecz prawdopodobnie nie więcej niż 40 km. W przeciwieństwie do innych księżyców galileuszowych, nie występuje tam prawie wcale woda. Przypuszczalnie we wczesnych etapach kształtowania się układu Jowisza, planeta miała wysoką temperaturę i większe niż obecnie rozmiary, przez co woda na Io – z powodu bliskości planety – wyparowała.

### Grzanie pływowe
W odróżnieniu od Ziemi czy Księżyca, głównym źródłem wewnętrznego ciepła Io są oddziaływania pływowe, a nie rozpad promieniotwórczy. Ponieważ orbita Io nie jest idealnie kołowa (co spowodowane jest przez rezonans orbitalny z Europą i Ganimedesem – patrz wyżej), zmienne oddziaływanie grawitacyjne Jowisza powoduje odkształcenia satelity. Amplituda tych odkształceń może sięgać nawet 100 metrów. To w konsekwencji wytwarza tarcie wewnętrzne, w wyniku którego powstają ogromne ilości ciepła. Ilość energii produkowanej w ten sposób jest do 200 razy większa od energii pochodzącej z rozpadu promieniotwórczego. Ciepło to jest uwalniane przez erupcje wulkaniczne, a jego globalną emisję szacuje się na 0,6–1,6 ∙ 1014 W. Intensywność grzania pływowego zależy od odległości Io od Jowisza, mimośrodu jej orbity oraz budowy jej wnętrza. Parametry te ulegają zmianom, a symulacje orbity Io sugerują, że aktualna ilość generowanego ciepła różni się od długookresowej średniej.

## Powierzchnia
Powierzchnia Io jest geologicznie bardzo młoda, zdominowana przez równiny pokryte wielobarwnymi związkami siarki. Jej wygląd porównywany bywa do pizzy. Nie obserwuje się tu prawie żadnych kraterów uderzeniowych. Ślady kolizji kosmicznych szybko zostają zatarte, ponieważ powierzchnia księżyca podlega nieustannym zmianom, a zagłębienia kraterów szybko wypełniają się materiałem wyrzucanym w erupcjach wulkanów. Z tego powodu każdy fragment powierzchni księżyca liczy sobie mniej niż 1000 lat.
Kolorowy wygląd Io pochodzi od różnych substancji, między innymi krzemianów (w tym piroksenów), siarki i dwutlenku siarki. Szron dwutlenku siarki występuje powszechnie na powierzchni Io, barwiąc rozległe obszary na biało lub szaro. Obszary zbudowane z osadów siarki cechuje z kolei kolor żółty lub żółto-zielony. W pobliżu biegunów i w średnich szerokościach siarka jest na ogół uszkodzona przez intensywne promieniowanie, które rozbija ośmioczłonowe pierścienie siarki rombowej na krótsze. Tak przekształcony materiał przybiera barwę czerwono-brązową. Eksplozje wulkaniczne, przybierające często postać wielkich pióropuszy w kształcie parasola, zasypują powierzchnię materiałem złożonym z krzemianów oraz siarki i jej związków. Osady związane z eksplozywnym wulkanizmem są często czerwone lub białe, w zależności od ilości siarki i dwutlenku siarki w pióropuszu. Pióropusze powstające w otworach wulkanicznych z odgazowania lawy zawierają na ogół większe ilości S2. Opadając na powierzchnię, tworzą czerwone osady w kształcie wachlarza, a w ekstremalnych przypadkach – ogromne czerwone pierścienie, o promieniu przekraczającym 450 km od centralnego otworu wulkanicznego. Przykładem takiego utworu jest pierścień wokół wulkanu Pele. Czerwone depozyty składają się głównie z siarki (w postaci trój- lub czteroatomowych pierścieni), dwutlenku siarki i być może Cl2SO2. W miejscach, gdzie świeże wypływy lawy wdzierają się na teren wcześniejszych złóż siarki i dwutlenku siarki powstają chmury, które zestalając się, pokrywają okolicę białymi lub szarymi osadami.

Mapa Io, widoczny wielki czerwony pierścień wokół wulkanu Pele

Temperatura powierzchni waha się od około 90 K w nocy do 130 K w dzień (wyłączając miejsca aktywności wulkanicznej). Wypływy lawy mogą natomiast osiągać temperaturę 1500 K. Obserwacje nocnej półkuli przez sondę Galileo wskazały, że okolice biegunów Io nie są chłodniejsze od obszarów wokół równika.

### Wulkanizm

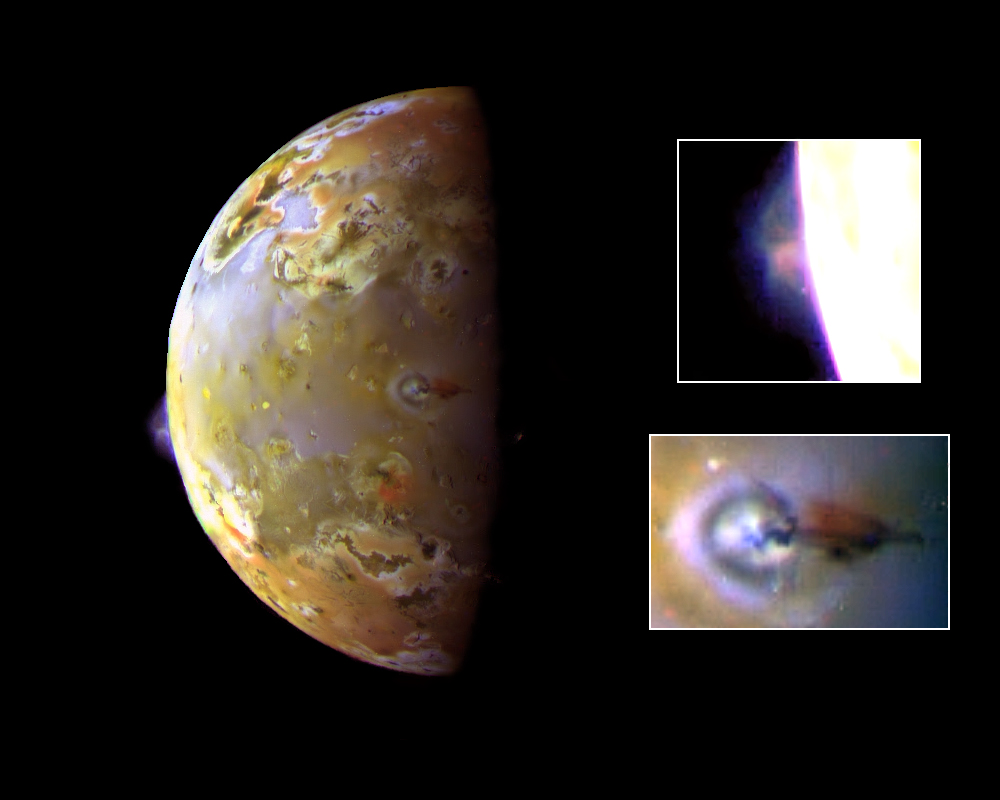
Wulkany na Io

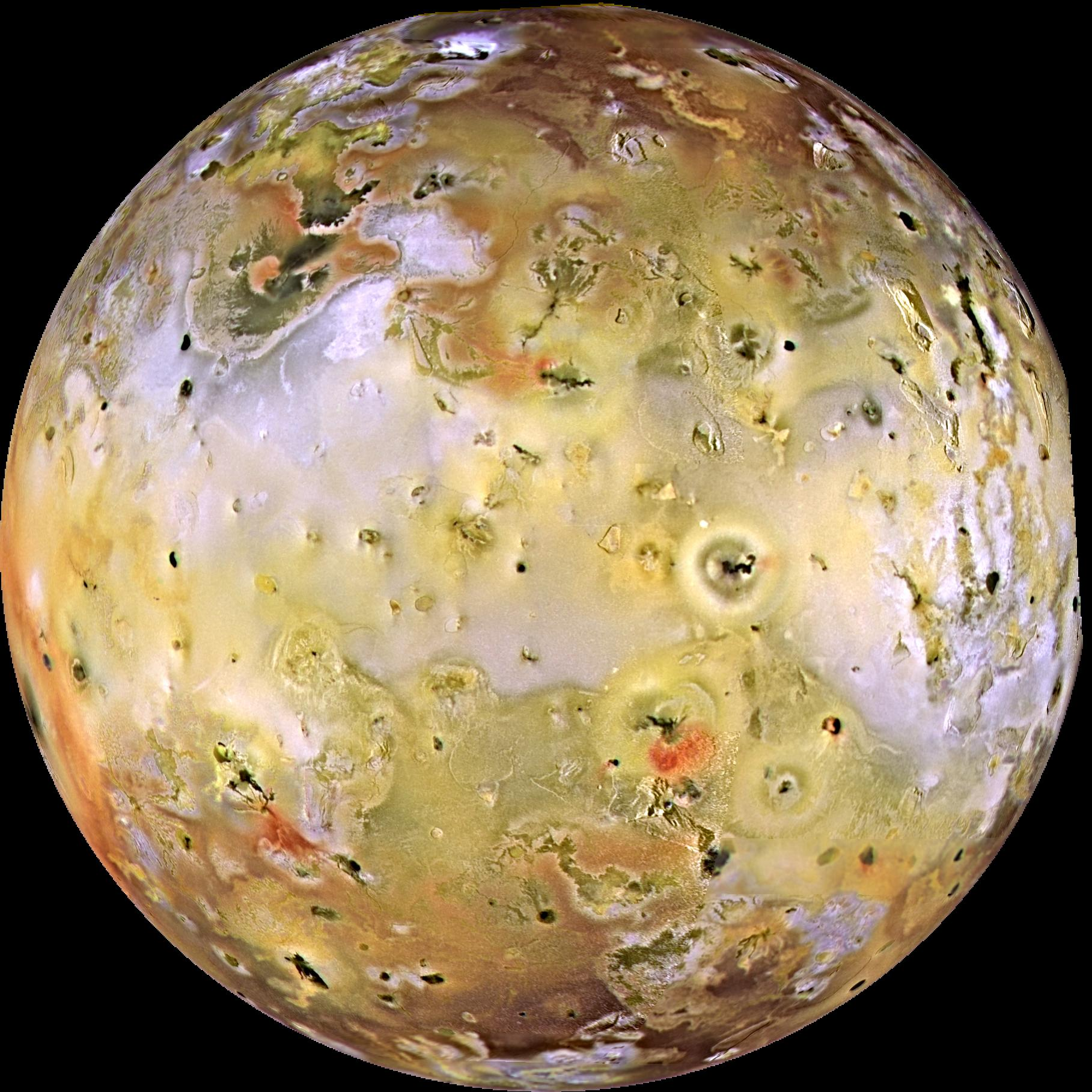
Powierzchnia Io, sonda Galileo

Erupcje wulkaniczne na Io, 28 lutego 2007, sonda New Horizons

Aktywność wulkaniczną Io po raz pierwszy dostrzeżono w latach siedemdziesiątych XX wieku, gdy do Jowisza dotarły pierwsze sondy kosmiczne. Io okazała się najaktywniejszym pod tym względem ciałem Układu Słonecznego. Wulkany w jednych miejscach wygasają, pojawiając się w innych. Te szybkie zmiany stwierdzono już na zdjęciach z sond Voyager 1 i Voyager 2, które w odstępie czterech miesięcy odwiedziły układ Jowisza.
Wulkany Io wyrzucają gazową siarkę i dwutlenek siarki, barwiąc powierzchnię księżyca. Siarka nadaje całej powierzchni kolor żółty, pomarańczowy, czerwony, a nawet zielony. Substancje lotne wyrzucane są z wulkanów z prędkościami dochodzącymi do 1 km/s, pociągając za sobą krzemianowy materiał piroklastyczny. Oprócz siarki i krzemianów, w pióropuszach wulkanicznych wykryto sód, potas i chlor. Z powodu stosunkowo słabego przyciągania grawitacyjnego księżyca, erupcje sięgają nawet 400 km ponad powierzchnię. Ponieważ brak wiatrów, materiał opada wokół czarnych wulkanów w niemal idealnych okręgach.
Wyróżnia się dwa typy wulkanicznych pióropuszy. Częściej spotykane i bardziej długowieczne są gęste optycznie fontanny pyłu i dwutlenku siarki wyrzucane na wysokość nieprzekraczającą 100 km. Związane są z potokami lawy podgrzewającymi podpowierzchniowo dwutlenek siarki do temperatury krytycznej (430 K). Wyrzucony gaz opada i kondensuje na powierzchni w okręgach o promieniach około 200 km, tworząc białe lub żółte osady. Źródło tego typu erupcji powoli wędruje wraz z przemieszczającym się czołem potoku lawy, niekiedy na odległość kilkudziesięciu kilometrów. Przykładami wulkanów, z którymi związane są mniejsze pióropusze są Prometheus, Culann, Amirani i Zamama. Znacznie większe pióropusze powstają z odgazowania lawy w kalderach wulkanicznych i jeziorach lawowych. W odróżnieniu od poprzedniego typu, zawierają znaczne ilości siarki. Ponieważ źródła gazów mają wyższą temperaturę (około 1500 K), osiągają one zazwyczaj wysokość około 400 km i tworzą czerwone pierścienie osadów siarki (głównie w postaci alotropów S3 i S4) w odległościach średnio 600 km od wulkanów. Ten typ erupcji jest często trudny do bezpośredniej obserwacji – pióropusze zawierają na ogół małe ilości pyłu. Do wulkanów wyrzucających gazy na bardzo duże wysokości należą Pele, Dazhbog, Tvashtar i Surt.
Charakterystyczne dla wulkanizmu Io są również rozległe wylewy lawy. Podczas większych erupcji mogą osiągać długość dziesiątek, a nawet setek kilometrów. Wypływająca lawa jest zasadowa lub ultrazasadowa, bogata w magnez.
Powierzchnia Io upstrzona jest wulkanicznymi zagłębieniami, zwanymi paterae. Mają one na ogół płaskie dna, ograniczone stromymi ścianami. Formacje te przypominają ziemskie kaldery, lecz nie wiadomo, czy powstają w ten sam sposób – przez zapadnięcie się stropu pustej komory magmowej. Według jednej z hipotez tworzą się przez odsłonięcie wulkanicznych sillów. W odróżnieniu od podobnych zagłębień na Ziemi czy Marsie, paterae nie znajdują się na szczytach wulkanów tarczowych. Są też na ogół większe od ziemskich, przeciętnie o średnicy 41 km, a największa – Loki Patera – ma 202 km średnicy. Głębokość kilku została określona, przekracza ona w większości przypadków 1 km. Ponad połowa spośród 417 zidentyfikowanych zagłębień tego typu związana jest z uskokami lub górami.
Paterae są często miejscami erupcji wulkanicznych, czy to w postaci wylewów lawy, czy też w formie jezior lawowych. W miarę stygnięcia tych ostatnich tworzy się na ich powierzchni skorupa, po pewnym czasie zapadająca się i tonąca wskutek większej gęstości. Proces ten może odbywać się w sposób ciągły (np. w jeziorze lawowym wulkanu Pele, co czyni go jednym z najgorętszych miejsc na Io) lub epizodyczny (np. w Loki Patera; obserwuje się wtedy nawet 10-krotny wzrost emisji ciepła).
Wypływy lawy na Io następują, albo z otworów w dnach paterae, albo ze szczelin na równinach. Erupcje te są podobne do obserwowanych na ziemskim wulkanie Kīlauea. Uwalniają mniej energii w jednostce czasu niż tworzące pióropusze erupcje eksplozywne, trwają jednak nawet dziesiątki lat. Przykładem może być wylew lawy z wulkanu Prometheus, który wydłużył się z 75 km w roku 1979 do 95 km w 1996. Wielka erupcja w roku 1997 pokryła lawą powierzchnię ponad 3500 km², zalewając dno sąsiedniej Pillan Patera.
Po przelotach sond Voyager naukowcy początkowo uważali, że wypływający materiał składa się przede wszystkim ze stopionej siarki i jej związków. Nowsze obserwacje w podczerwieni wykazały, że otwory wulkaniczne są znacznie gorętsze, niż wynikało z pomiarów (525 K) instrumentem IRIS Voyagerów, który nie miał możliwości rejestrowania promieniowania elektromagnetycznego o długościach fal odpowiadających wyższym temperaturom. W 1986 roku zaobserwowano z Ziemi jasną erupcję, w okolicach której temperatura musiała być wyższa niż 900 K, przekraczając znacznie temperaturę wrzenia siarki (715 K), wskazując na lawę bazaltową. Ta i następne obserwacje przekonały badaczy, że na Io przeważa wulkanizm krzemianowy, natomiast siarka odgrywa rolę drugorzędną.
Temperatury gorących, odsłoniętych wnętrz wulkanów przekraczają 1300 K, a w niektórych przypadkach dochodzą do 1600 K. Wcześniejsze oszacowania, mówiące o temperaturach bliskich 2000 K, okazały się przesadzone wskutek użycia błędnych modeli termicznych.
Na księżycu jest czynnych około 150 wulkanów. Wybuch 29 sierpnia 2013 r. wyzwolił energię 20 TW, 10 tys. razy większą od wybuchu islandzkiego wulkanu Eyjaftjallajökull w 2010 r.

## Atmosfera i pole magnetyczne
Do wysokości ok. 120 km ponad powierzchnią Io rozciąga się bardzo rzadka atmosfera. W jej skład wchodzi przede wszystkim dwutlenek siarki oraz śladowe ilości innych gazów. Księżyc ten posiada też jonosferę, w składzie której stwierdzono jony siarki, tlenu i sodu.
Krążąc wokół Jowisza, Io porusza się w bardzo silnym polu magnetycznym planety. Indukuje ono w jej otoczeniu prąd elektryczny o mocy rzędu 1000 gigawatów i napięciu sięgającym 400 000 V. W takich warunkach materia z atmosfery Io jonizuje się i ulatuje w przestrzeń okołojowiszową, tworząc wzdłuż orbity księżyca torus zjonizowanych cząstek.
Układ Jowisz – Io jest silnym emiterem fal radiowych.